# ジョージ・ワシントン・カーヴァー

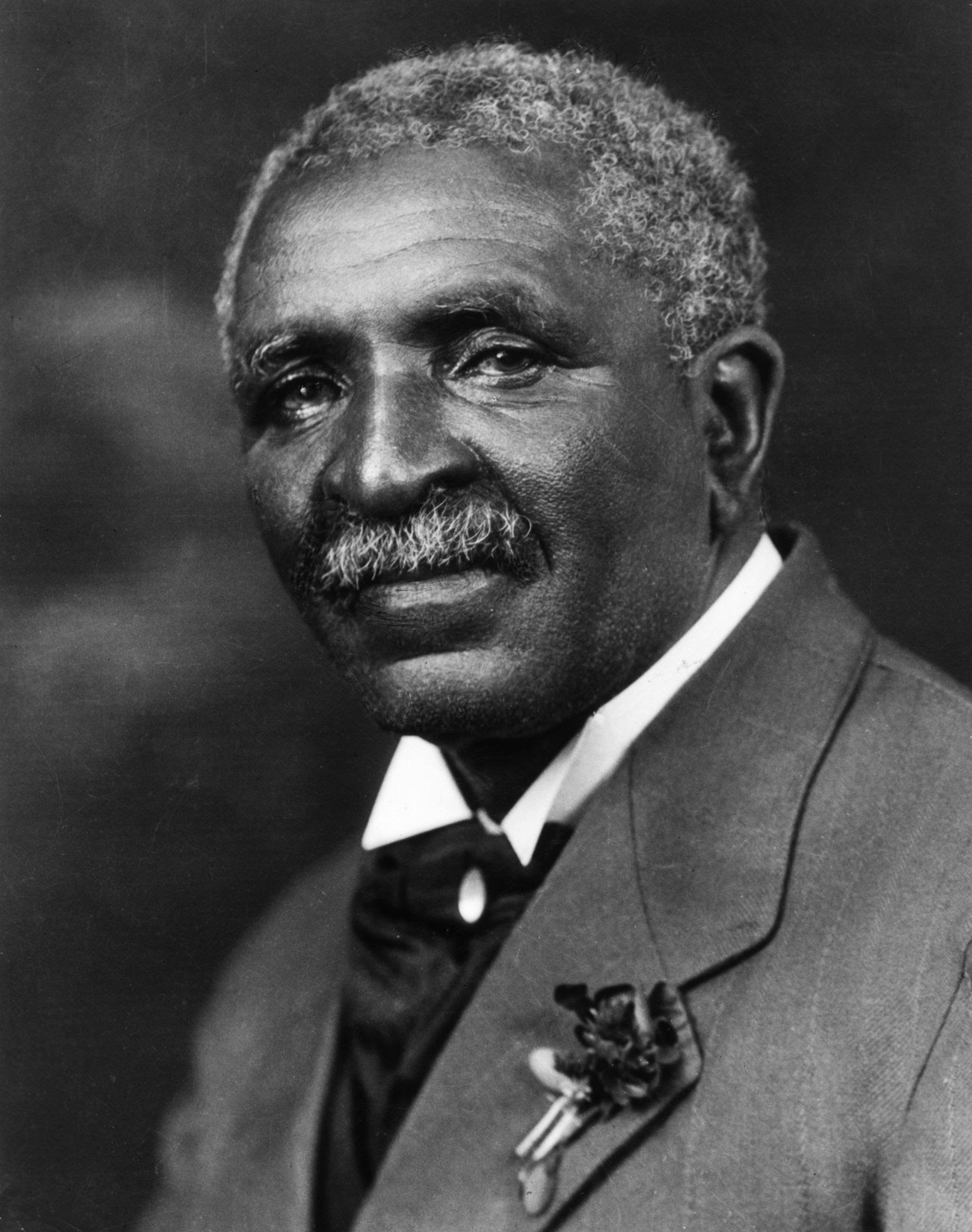

ジョージ・ワシントン・カーヴァー（George Washington Carver, 1864年1月1日 - 1943年1月5日）は、アメリカ合衆国の著名な植物学者、農学者、発明家である。特にアメリカ南部農業への貢献は大きく、綿花の連作によって疲弊した土壌に輪作を導入し、ピーナッツをはじめとする様々な作物の数百に及ぶ用途を開発したことで知られる。

## 生い立ちと初期の教育

### 奴隷としての誕生と苦難
ジョージ・ワシントン・カーヴァーは1864年、ミズーリ州ダイヤモンド・グローブ近郊で奴隷として生まれた。彼と兄弟、そして母親はドイツ系移民であるモーゼス・カーヴァーの所有物であった。父親はジョージが幼少の頃に事故死している。ジョージは幼児期に母親と共に誘拐され、転売されそうになった経験を持つ。モーゼス・カーヴァーは犯人を追跡し、ジョージは瀕死の状態で発見されたものの、母親は行方不明のままであった。この事件が原因で、彼は呼吸器疾患を患い、肉体労働が困難になったと言われている。労働ができない間、ジョージは野を歩き回り、野生植物の多様性に魅了された。植物に関する深い知識を持つ彼は、近隣の人々から「農園の医師」として知られるようになった。

### 植物学者への道と改名
ある日、ジョージは隣人から農作業の手伝いを依頼され、その報酬を受け取るために家のキッチンへ呼ばれた。そこで壁に掛かる美しい花の絵に感銘を受け、この瞬間から植物学者になることを決意したと伝えられている。
奴隷制度廃止後、モーゼス・カーヴァー夫妻はジョージと彼の兄弟を実の子のように育て、ジョージの知的好奇心を大いに奨励した。しかし、モーゼスが経済的に困窮したため、ジョージは12歳で家を離れ、独学の道を歩むことを決意する。彼は別の町の学校に入学するためその町へ向かったが、到着した際に学校が夜間閉鎖されていることを知り、途方に暮れた。その夜は近くの小屋で眠り、翌朝、部屋を貸してくれるという親切な女性に出会う。この時、ジョージは自らを「カーヴァーのジョージ（"Carver's George"）」と名乗った。しかし女性が彼の名を尋ねると「ジョージ・カーヴァー」と返答し、それ以来、彼はジョージ・カーヴァーと名乗るようになった。その後、彼は契約を結び、家族のために料理をして報酬を得ながら学校に通った。小屋を購入するのに十分な貯蓄ができるまでその家族の元で暮らし、最終的には黒人に対するリンチを恐れ、その町を去ることを余儀なくされた。この出来事は彼の生涯に深い傷跡を残したと言われる。
彼はカンザス州のミネアポリス高校で卒業証書を取得した。1887年にはシンプソン大学に入学し、その後アイオワ州立大学（現在のアイオワ州立農業大学）に転学した。1891年に学士号を、1894年に修士号を取得している。当時、同じクラスに別のジョージ・カーヴァーがいたため、区別のため彼はジョージ・ワシントン・カーヴァーと名乗り始めた。

## 後年の活動と業績

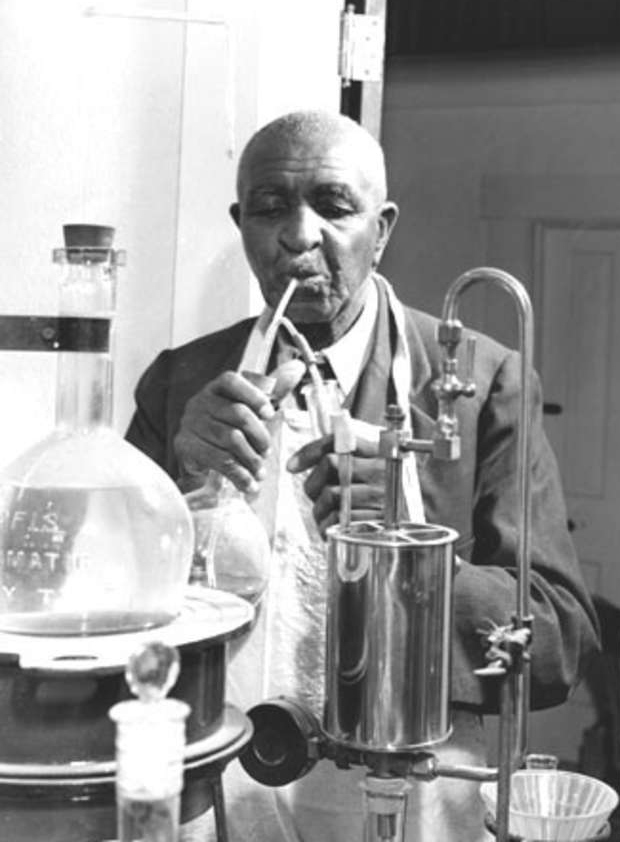
実験中のカーヴァー

### タスキーギ研究所での研究と輪作の推進
1896年、カーヴァーはブッカー・T・ワシントンの招きに応じ、アラバマ州のタスキーギ研究所（現在のタスキーギ大学）に入学し、植物学を専攻した。彼は農業研究の管理者にも就任している。
綿花の連作によって土壌が消耗し、貧困に苦しむ南部農民の窮状を目の当たりにしたカーヴァーは、疲弊した土壌に窒素を補給するため、ピーナッツや大豆のようなマメ科植物と綿花を交互に栽培する窒素循環の重要性を強く主張した。この輪作の導入により綿花の栽培が改善されただけでなく、新たな換金作物が加わることとなった。カーヴァーは、農民たちにこれらの作物の栽培法を指導し、さらに作物の新たな用途を開発するため、アラバマ州で農業普及システムを確立した。

### ピーナッツの研究と多角的な応用
ピーナッツの有効活用に力を注いだカーヴァーは、油分の多いピーナッツを原料として、マヨネーズやチーズといった食品から、石鹸、接着剤、印刷用インクなどの日用品に至るまで、300を超える新しい用途を考案した。しかし、これらの用途の中にピーナッツバターは含まれていなかった。彼はピーナッツと同様の研究を、ペカンやサツマイモでも行っている。
彼はしばしば、たとえ地球上から全ての食料がなくなったとしても、ピーナッツとサツマイモだけで人類を養うのに十分な食料を供給できるかもしれない、と語っていた。

### 国会での演説と評価
かつて、カーヴァーは数人の国会議員からその考えを紹介するよう要請され、議会で演説する機会を得た。当初、彼がアフリカ系アメリカ人であるという理由で演説時間は10分に制限された。しかし、彼が報告を始めると、その内容が議員たちの好奇心を強く刺激し、時間切れとなった後も議長は「演説を続けてくれ、兄弟。君の時間は無制限だ」と述べた。結果として、彼の演説は1時間30分にも及んだ。
カーヴァーは大きな成功を収め、フランクリン・デラノ・ルーズヴェルト大統領からも称賛された。ルーズヴェルトは、ジョージ・ワシントン・カーヴァーの国家と世界に対する偉大な業績を記念するモニュメントの建設に3万ドルを寄付している。

### Tributes
- National Parks Service, Legends of Tuskegee: George Washington Carver
- American Chemical Society, National Historic Chemical Landmark
- National Parks Service, George Washington Carver National Monument
- Carver Homestead Monument - Beeler, Kansas
- Tuskegee University, Carver Tribute
- Iowa State University, The Legacy of George Washington Carver
- Photograph of George Washington Carver's Bible and pocketwatch at Tuskegee
- Review article

### Print Publications
- Peter D. Burchard, "George Washington Carver: For His Time and Ours," National Parks Service: George Washington Carver National Monument. 2006.
- Barry Mackintosh, "George Washington Carver and the Peanut: New Light on a Much-loved Myth," American Heritage 28(5): 66-73, 1977.
- Louis R. Harlan, Ed., The Booker T. Washington Papers, Volume 4, pp. 127-128. Chicago: University of Illinois Press. 1975.
- Mark Hersey, "Hints and Suggestions to Farmers: George Washington Carver and Rural Conservation in the South," Environmental History April 2006
- George Washington Carver. "How to Grow the Peanut and 105 Ways of Preparing it for Human Consumption," Tuskegee Institute Experimental Station Bulletin 31, 1916.
- George Washington Carver. "How the Farmer Can Save His Sweet Potatoes and Ways of Preparing Them for the Table," Tuskegee Institute Experimental Station Bulletin 38, 1936.
- George Washington Carver. "How to Grow the Tomato and 115 Ways to Prepare it for the Table" Tuskegee Institute Experimental Station Bulletin 36, 1936.
- Raleigh H. Merritt, From Captivity to Fame or the Life of George Washington Carver, Boston: Meador Publishing. 1929.
- Linda O. McMurry, George Washington Carver: Scientist and Symbol, New York: Oxford University Press, 1982.